# Pat Kelly (glazbenik)
Pat Kelly (Kingston, Jamajka, 1949. – 2019.) je bio reggae pjevač. Karijeru je započeo krajem 1960-ih.

## Životopis

### The Techniques
Kelly je rođen 1949. u Kingstonu. Nakon što je napustio školu, proveo je 1966. godinu studirajući elektroniku u Springfieldu u SAD-u. Nakon toga se vratio na Jamajku. Godine 1967. su ga doveli u The Techniquese kao zamjenu Slima Smitha koji je bio otišao iz grupe. Snimali su za Dukea Reida u eri rocksteadyja kad je Reidov studio i diskografska kuća Treasure Isle prevladavala jamajčkom glazbom. Kellyjev falsetto, pod snažnim utjecajem američkog soul pjevača Sama Cookea, u kombinaciji s Winstonom Rileyem i Bruceom Ruffinom, držala je uspjeh kojeg su The Techniquesi imali sa Smithom.
Prva snimka koju su The Techniquesi imali s Kellyjem, You Don't Care, je prilagođena skladba Curtisa Mayfielda You'll Want Me Back. Provela je 6 tjedana na prvom mjestu jamajčke ljestvice singolova. Za njom su uslijedile druge uspješnice Queen Majesty, My Girl, Love Is Not a Gamble, It's You I Love i Run Come Celebrate.

### Samostalna karijera
Kelly je 1968. krenuo u samostalnu karijeru. Prešao je od Reida k Bunnyju Leeju, debitirajući s još jednom Mayfieldovom naslovnom pjesmom, Little Boy Blue. Kellyjev How Long Will It Take je bio najprodavaniji jamajčki singl 1969. i prvi jamajčanski zvučni zapis sa žičanim aranžmanima koji je bio nasnimljen kad je bio objavljen u Uj. Kraljevstvu na etiketi Palmer Brothersa Unity.
Uslijedio je album Pat Kelley Singsna kojem je inženjerirao Lee Scratch Perry. Kellyju je Apple Records ponudio ugovor od 25.000 funta, no nije bio u mogućnosti prihvatiti ga zbog postojećih ugovornih obveza. Nastavio je snimati, postigavši velike uspjehe za producenta Phila Pratta 1972. sa skladbama Soulful Love i Talk About Love. Potom se vratio snimanju s Dukeom Reidom. Opet je ostvario hit s naslovnom skladbom Johna Denvera Sunshine. Kasnije je radio glazbenoinženjerske radove za Channel One Studios. Dao se i u producentstvo, pa je tako producirao svoj album Youth and Youth iz 1978., a suproducirao je (sa samim Holtom) album Johna Holta The Impressable John Holt (Disco Mix) iz 1979. godine. Kasne 1970-e i rane 1980-e su opet doživjele Kellyjevo regularno snimanje albuma, a potom je nastavio povremeno snimati u godinama što su uslijedile.

## Albumi

### Studijski albumi
- Pat Kelley Sings (1969.) Pama
- Talk About Love (1978.) Terminal
- Give Love a Try (1978.) Third World
- Youth and Youth (1978.) Live & Love
- Lonely Man (1978.) Burning Sounds
- Lovers Rock (1979.) Third World (s Johnnyjem Clarkeom i Hortense Ellis)
- One Man Stand (1979.) Third World/Puff
- So Proud (1979.) Burning Rockers/Chanan-Jah
- Cool Breezing (197?.) Sunshot
- Wish It Would Rain (1980.) Joe Gibbs
- From Both Sides (1980.) Ital
- Sunshine (1980.) KG Imperial
- Pat Kelly and Friends (1984.) Chanan-Jah
- One In a Million (1984.) Sky Note
- Ordinary Man (1987.) Body Music
- Cry For You No More (1988.) Blue Moon
- Srevol (19??.) Ethnic

### Kompilacije
- The Best of Pat Kelly (1983.) Vista Sounds
- Butterflies Sonic Sounds
- Classic Hits of Pat Kelly (1995.) Rhino
- Classics (199?.) Super Power
- Soulful Love - The Best Of (1997.) Trojan (Pat Kelly & Friends)
- The Vintage Series (2000.) VP
- Sings Classical Hits Galore Striker Lee

## Vanjske poveznice
- Roots Archives  Arhivirana inačica izvorne stranice od 26. svibnja 2011. (Wayback Machine) Pat Kelly